# Isla Persson
La isla Persson es una pequeña isla de 2,8 kilómetros de largo y 0,8 de ancho ubicada en la bahía Röhss, al sur del cabo Obelisco de la isla James Ross. Integra el grupo de la isla James Ross, ubicado al este de la península Trinidad, Antártida.
Casi libre de hielos, presenta dos cumbres, la más alta se localiza al norte con 213 metros de altura.

## Historia y toponimia
Fue descubierta en 1902 por la Expedición Antártica Sueca de Otto Nordenskjöld, nombrándola en honor a Nils Persson, patrocinador de la expedición.
En agosto de 1955 el Ejército Argentino instaló el Refugio Libertador General San Martín en el extremo norte de la isla.

## Reclamaciones territoriales
Argentina incluye la isla en el departamento Antártida Argentina dentro de la provincia de Tierra del Fuego, Antártida e Islas del Atlántico Sur; para Chile forman parte de la comuna Antártica de la provincia Antártica Chilena dentro de la Región de Magallanes y de la Antártica Chilena; y para el Reino Unido integran el Territorio Antártico Británico. Las tres reclamaciones están sujetas a las disposiciones del Tratado Antártico.
Nomenclatura de los países reclamantes: 
- Argentina: isla Persson[8][9]
- Chile: isla Persson[3]
- Reino Unido: Persson Island[4]